# Ian Grojnowski
Pour les articles homonymes, voir Grojnowski.
 (novembre 2015).
Ian Grojnowski est un mathématicien australien travaillant au département de mathématiques pures et de statistiques mathématiques de l'université de Cambridge.

## Carrière
Il soutient son doctorat au MIT en 1992 sous la direction de George Lusztig avec une thèse intitulée Character sheaves on symmetric spaces.

## Prix et récompenses
Grojnowski est le premier lauréat du prix Fröhlich décerné par la London Mathematical Society en 2004 pour ses travaux en théorie des représentations et en géométrie algébrique. La citation indique :
« Grojnowski's insights into geometric contexts for representation theory go back to his thesis with George Lusztig on character sheaves over homogeneous spaces. He has exploited these ideas to make breakthroughs in several completely unexpected areas, including representations of the affine Hecke algebras at roots of 1 (generalising results of Kazhdan and Lusztig), the representation theory of the symmetric groups Sn in characteristic p, the introduction (simultaneously with Nakajima) of vertex operators on the cohomology of the Hilbert schemes of finite subschemes of a complex algebraic surface, and (in joint work with Fishel and Teleman) the proof of the strong Macdonald conjecture of Hanlon and Feigin for reductive Lie algebras. »
« Les intuitions de Grojnowski dans les contextes géométriques de la théorie des représentations remontent à sa thèse avec George Lusztig sur les faisceaux-caractères sur les espaces homogènes. Il a exploité ces idées pour faire des percées dans plusieurs domaines complètement inattendus, en particulier les représentations des algèbres de Hecke affines aux racines de l'unité (ce qui généralise des résultats de Kazhdan et Lusztig), la théorie des représentations des groupes symétriques Sn en caractéristique p, l'introduction (en même temps que Nakajima) des opérateurs vertex sur la cohomologie des schémas de Hilbert (en) de sous-schémas finis d'une surface algébrique complexe et (en collaboration avec Fishel et Teleman) la démonstration de la conjecture de Macdonald forte de Hanlon et Feigin pour les algèbres de Lie réductives. »

## Publications
- Ian Grojnowski et Mark Haiman, « Affine algebras and positivity », sur math.berkeley.edu.